# Geelong Football Club

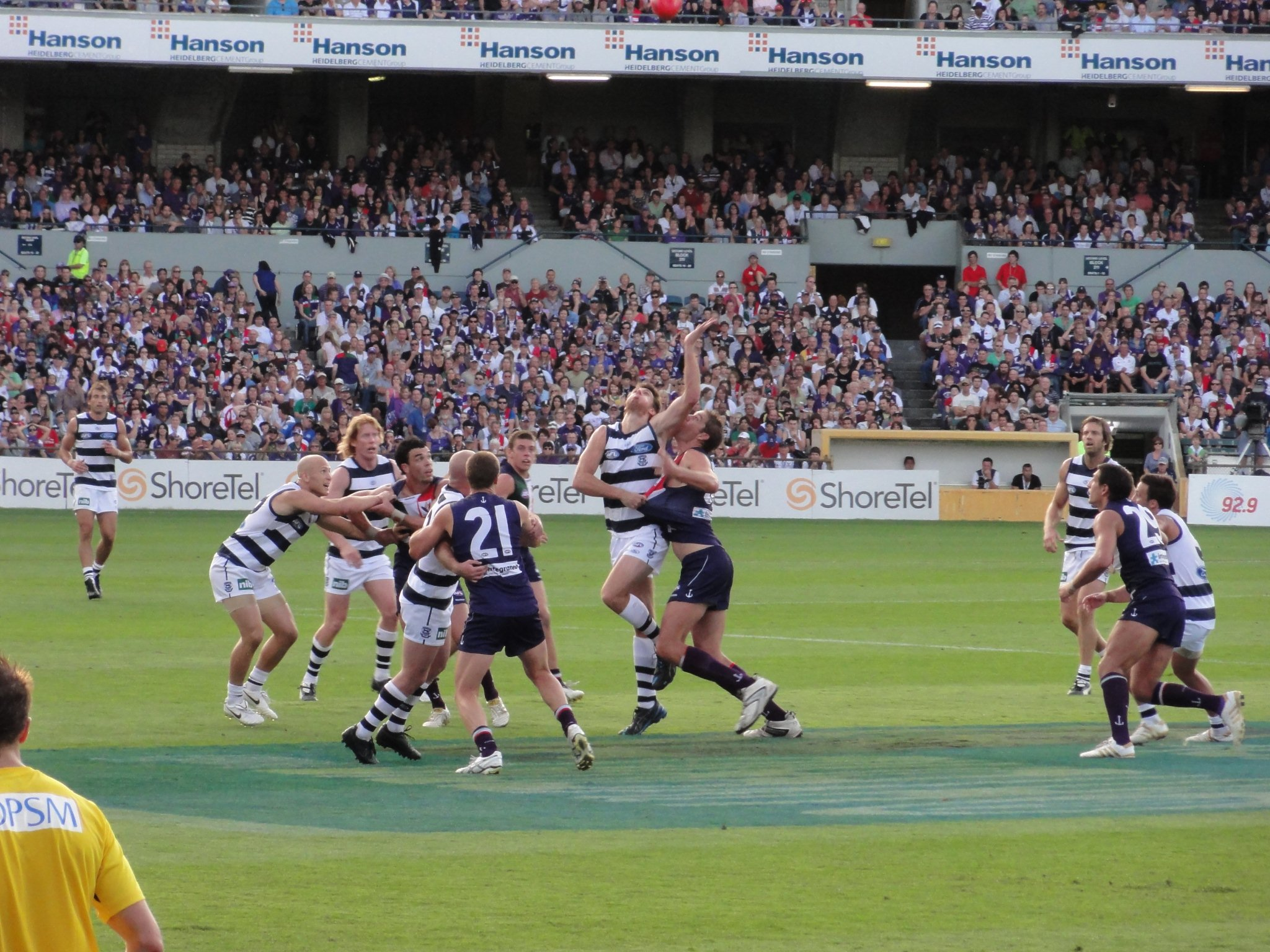
The Dockers tegen Geelong.

De Geelong Football Club, bijgenaamd The Cats, is een professionele Australian football club, genoemd naar de stad Geelong waar de club zich ook bevindt, spelend in de Australian Football League (AFL). De club is negen keer kampioen geworden van de VFL/AFL, waarvan drie keer in de AFL (sinds 1990). Geelong heeft ook negen McClelland Trophies gewonnen, een record dat ze delen met Essendon. 
Geelong is opgericht in 1859 en is na Melbourne de oudste club in de AFL en een van de oudste football clubs ter wereld.